# Litmanovský potok
Litmanovský potok je přírodní památka v oblasti Pieninského národního parku na Slovensku.
Nachází se v katastrálním území obcí Jarabina, Kamienka, Litmanová, Hniezdne a města Stará Ľubovňa v okrese Stará Ľubovňa v Prešovském kraji. Území bylo vyhlášeno či novelizováno v roce 1990 na rozloze 14,4191 ha. Ochranné pásmo nebylo stanoveno.